# 光中乡
光中乡，是中华人民共和国四川省南充市南部县曾经下辖的一个乡。2019年10月，撤销光中乡，将其所属行政区域划归神坝镇管辖。

## 行政区划
光中乡撤销前下辖以下地区：
芦花村、中和村、金马村、双桥村、白果村、大营村、玉桥村、高岭村和八角寺村。